# Ley de Asesinatos de 1751
La Ley de Asesinatos de 1751 fue una ley del Parlamento del Reino Unido de Gran Bretaña. Esta ley incluye una disposición «para una mejor prevención del horrible delito de asesinato», que «para que se añada a la pena algo más de terror y de la marca particular de la infamia» y para que «en ningún caso el cuerpo de un asesino llegue a ser sepultado», ordenar la disección pública o «colgar en cadenas» el cadáver. También estipula que una persona declarada culpable de asesinato debería ser ejecutada dos días después de ser condenada, a menos que el tercer día fuera domingo, en cuyo caso la ejecución se llevaría a cabo el lunes siguiente.

## Lectura adicional
- Marks, Alfred (1908). Tyburn tree : its history and annals, Londres : Brown, Langham pp. 247–48

- Datos: Q6937641